# Прюин
Прюи́н (фр. Pruines, окс. Prunas) — коммуна во Франции, находится в регионе Окситания. Департамент — Аверон. Входит в состав кантона Марсийак-Валлон. Округ коммуны — Родез.
Код INSEE коммуны — 12193.
Коммуна расположена приблизительно в 490 км к югу от Парижа, в 135 км северо-восточнее Тулузы, в 21 км к северу от Родеза.

## Население
Население коммуны на 2008 год составляло 273 человека.
| 1962 | 1968 | 1975 | 1982 | 1990 | 1999 | 2008 |
| ---- | ---- | ---- | ---- | ---- | ---- | ---- |
| 323  | 386  | 349  | 330  | 257  | 239  | 273  |

## Экономика
В 2007 году среди 148 человек в трудоспособном возрасте (15—64 лет) 107 были экономически активными, 41 — неактивными (показатель активности — 72,3 %, в 1999 году было 71,2 %). Из 107 активных работали 103 человека (63 мужчины и 40 женщин), безработных было 4 (1 мужчина и 3 женщины). Среди 41 неактивных 5 человек были учениками или студентами, 24 — пенсионерами, 12 были неактивными по другим причинам.